# بنگاه (گیلان)
وانگاه، روستایی از توابع بخش مرکزی شهرستان رضوان‌شهر. از روستاهای دهستان خوشابر در گیلان ایران است.

## جمعیت
این روستا در دهستان خوشابر قرار دارد و براساس سرشماری مرکز آمار ایران در سال ۱۳۸۵، جمعیت آن زیر سه خانوار بوده‌است.